# Wondiwoi-Baumkänguru
Das Wondiwoi-Baumkänguru (Dendrolagus mayri) ist eine kaum erforschte Baumkänguruart. Das Artepitheton ehrt Ernst Mayr, der diese Art entdeckt hatte. Die Art galt 90 Jahre als verschollen.

## Merkmale
Das Typusexemplar ist ein erwachsenes Männchen, das eine Kopf-Rumpf-Länge von 63,5 cm, eine Schwanzlänge von 57 cm und ein Gewicht von 9,25 kg aufweist. Der Rücken ist dunkelbraun, der Bauch goldfarben. Die Pelzhaare sind durch silbrig-gelbe Spitzen charakterisiert. Die dunklen schwarzen Ohren kontrastieren scharf mit dem übrigen Körper. Der Steiß und die Gliedmaßen sind rötlich. Der Schwanz ist nahezu weiß.

## Verbreitung
Das Wondiwoi-Baumkänguru ist im Wondiwoi-Gebirge auf der Wandammenhalbinsel in Westneuguinea endemisch.

## Status
Die IUCN listet das Wondiwoi-Baumkänguru in der Kategorie „vom Aussterben bedroht“ (critically endangered) mit dem Zusatz „vermutlich ausgestorben“ (possibly extinct). Es war 90 Jahre nur vom Holotypus bekannt, der 1928 von Ernst Mayr vom American Museum of Natural History gesammelt wurde. Das Wondiwoi-Gebirge ist wenig erforscht und frühere Suchen nach dieser Art waren fehlgeschlagen. Im Juli 2018 konnte der britische Amateur-Botaniker Michael Smith am Mount Wondiwoi ein Baumkänguru fotografieren, das vom Beuteltier-Experten Roger Martin von der James Cook University als Wondiwoi-Baumkänguru identifiziert wurde.

## Systematik
Das Wondiwoi-Baumkänguru wurde 1933 von Walter Rothschild und Guy Dollman als Unterart des Doria-Baumkängurus klassifiziert. 2007 wurde es vom Biologen Kristofer M. Helgen als eigenständige Art eingestuft, was 2008 von der IUCN übernommen wurde. Im fünften Band des Handbook of the Mammals of the World (2015) wird es jedoch erneut als Unterart von D. doria angesehen.